# إس. بي. سامتوم
إس. بي. سامتوم (بالتايلندية: สมเถา สุจริตกุล)‏ (30 ديسمبر 1952 في بانكوك - ) مخرج أفلام، وملحن، وموزع، وروائي، وكاتب، وكاتب سيناريو، وكاتب خيال علمي من تايلاند.

## الجوائز
- جائزة جون كامبل جورج لأفضل كاتب جديد  [لغات أخرى]‏
- Kulturpreis Europa  [لغات أخرى]‏[11]

## روابط خارجية
- إس. بي. سامتوم على موقع IMDb (الإنجليزية)
- إس. بي. سامتوم على موقع ميوزك برينز (الإنجليزية)
- إس. بي. سامتوم على موقع أول موفي (الإنجليزية)
- إس. بي. سامتوم على موقع قاعدة بيانات الفيلم (الإنجليزية)
- إس. بي. سامتوم على موقع كينوبويسك (الروسية)